# Notodoris gardineri
Notodoris gardineri is een slakkensoort uit de familie van de Aegiridae. De wetenschappelijke naam van de soort werd in 1906 voor het eerst geldig gepubliceerd door Charles Eliot.

## Beschrijving
Notodoris gardineri kan meer dan 10 cm lang worden. De achtergrondkleur van het dier kan in verschillende geografische gebieden variëren. In de archipels van de Malediven en Laccadiven is het lichaam zwart met gele vlekken, terwijl in de rest van het verspreidingsgebied het lichaam geel is met zwarte vlekken. De grootte en het aantal vlekken verschillen van dier tot dier. De kieuwen bevinden zich in het midden van de rugzijde, zijn geel en worden beschermd door drie ronde lobben. Het lichaam is stijf en wordt beschermd door kleine spicules. De rinoforen zijn glad, eenvoudig, geel en intrekbaar. Notodoris gardineri kan aangezien worden voor Notodoris minor, wiens lichaamskleur ook geel is met zwarte aftekeningen, behalve dat in de laatste het zwart lijnen op het lichaam vormt en geen vlekken.

## Verspreiding en leefgebied
Deze soort komt voor in de tropische Indo-West Pacific. Deze naaktslak leeft op de helling of de top van koraalriffen, in diepten variërend van intergetijdengebied tot 20 meter (meestal in diepten van 7-15 meter).

## Ecologie
Notodoris gardineri voedt zich, volgens de feitelijke waarnemingen, voornamelijk met kalkhoudende sponzen van de familie van Leucettidae, zoals Pericharax heterographis of Leucetta primigenia.